# جيم سنودن
جيم سنودن (بالإنجليزية: Jim Snowden)‏ هو لاعب كرة قدم أمريكية أمريكي، ولد في 12 يناير 1942 في يونغزتاون في الولايات المتحدة.

## وصلات خارجية
- جيم سنودن على موقع مرجع كرة القدم المحترفة.كوم (الإنجليزية)